# Bádminton en los Juegos Panamericanos
El bádminton fue admitido en los Juegos Panamericanos desde la decimosegunda edición que se celebró en Mar del Plata (Argentina) en 1995.

## Ediciones
| N.º  | Año  | Sede           | País                 |
| ---- | ---- | -------------- | -------------------- |
| I    | 1995 | Mar del Plata  | Argentina            |
| II   | 1999 | Winnipeg       | Canadá               |
| III  | 2003 | Santo Domingo  | República Dominicana |
| IV   | 2007 | Río de Janeiro | Brasil               |
| V    | 2011 | Guadalajara    | México               |
| VI   | 2015 | Toronto        | Canadá               |
| VII  | 2019 | Lima           | Perú                 |
| VIII | 2023 | Santiago       | Chile                |

## Medallero histórico
- Actualizado hasta Santiago 2023.[1]

| Núm. | País                             | Oro | Plata | Bronce | Total |
| ---- | -------------------------------- | --- | ----- | ------ | ----- |
| 1    | Canadá                           | 25  | 22    | 15     | 62    |
| 2    | Estados Unidos                   | 11  | 11    | 17     | 39    |
| 3    | Guatemala                        | 2   | 2     | 5      | 9     |
| 4    | Brasil                           | 1   | 3     | 9      | 13    |
| 5    | Jamaica                          | 1   | 0     | 5      | 6     |
| 6    | Cuba                             | 0   | 1     | 3      | 4     |
| 7    | Equipo de Atletas Independientes | 0   | 1     | 1      | 2     |
| 8    | Perú                             | 0   | 0     | 16     | 16    |
| 9    | México                           | 0   | 0     | 7      | 7     |
| 10   | El Salvador                      | 0   | 0     | 1      | 1     |
| 10   | República Dominicana             | 0   | 0     | 1      | 1     |
|      | TOTAL                            | 40  | 40    | 80     | 160   |